# El gallo de oro (pel·lícula)
El gallo de oro és una pel·lícula mexicana dirigida per Roberto Gavaldón. El guió d'aquesta pel·lícula està basat en el llibre, del mateix nom, de Juan Rulfo, l'adaptació del qual va ser realitzada per Carlos Fuentes, Gabriel García Márquez i el mateix Roberto Gavaldón. Va ser estrenada el 18 de desembre de 1964 al cine Alameda.

## Argument
Un pobre pregoner, després de la mort de la seva mare, veu la seva sort canviada per un gall. En assistir a una fira, li regalen el gall perdedor d'una baralla, que es trobava ja en molt mal estat. Amb afectes i cures del pregoner, Dionisio Pinzón, aconsegueix fer que el gall es recuperi i torni a les baralles, presentant-lo com el seu "gall d'or". Després de guanyar-li a un dels galls del famós galler Lorenzo Benavides, aquest últim s'obstina a adquirir al gall d'or i associar-se amb Pinzón. Amb l'ajuda de la "Caponera", Benavides s'associa amb Pinzón, tanmateix aquest tracte no dura molt i al final aquests dos s'enfronten en una última baralla de galls.

## Repartiment
- Ignacio López Tarso com Dionisio Pinzón.
- Lucha Villa com la Caponera, Bernarda Cutiño.
- Narciso Busquets com Lorenzo Benavides.
- Carlos Jordán com Esculapio Virgen.
- Agustín Isunza com Secundino.
- Enrique Lucero com "El Chinaco".
- Agustín Fernández com "El Yaqui".
- Lina Marín.

## Origen i producció
Malgrat que la publicació del llibre El gallo de oro va ser en 1980, l'argument cinematogràfic va ser escrit des de 1956 per Juan Rulfo, això se sap gràcies a dos textos periodístics facilitats per Víctor Jiménez (Director de la Fundació Juan Rulfo); no obstant això la data en la qual va acabar l'escrit és incerta, però es creu que va ser fins a finals de 1958. Amb l'ajuda de Gabriel García Márquez i Carlos Fuentes, Roberto Gavaldón va aconseguir portar-lo al cinema. S'atribueix la creació d'aquesta obra a la cerca de Rulfo per explorar nous reptes artístics i la seva fascinació pel visual. L'any 1964 el nom Juan Rulfo apareix en els crèdits de tres cintes; després d'enguany la seva participació en la cinematografia va anar disminuint.
El rodatge d'aquesta pel·lícula va ocórrer entre juny i juliol de 1964. Moltes escenes de la pel·lícula van ser realitzades a la Peña de Bernal, San Juan del Río, Zacatecas i Tlaquepaque. Per les baralles de galls calia que el gall que havia de resultar guanyador usés navalles d'acer, mentre que l'altre usava navalles de fusta.
| «                     | Li divertia molt [a García Márquez] el que el meu gall es "malentonaba" perquè li posaven navalles d'acer, navalles filosas, i a l'altre pobre li posaven navalles de fusta. | » |
| — Ignacio López Tarso | |   |

## Elements que la componen
Aquesta pel·lícula està envoltada de l'element de l'atzar i el de la sort, sent els que decideixen el destí dels personatges, des del primer cop de manera que té el pregoner en rebre el seu gall guanyador, fins als diferents girs que va donant la vida de l'imponent Don Lorenzo Benavides. La idea de l'atzar es veu materialitzada en la figura de la Caponera, ja que, tant Dionisio com Lorenzo la veuen amb el seu símbol de bona sort i quan no es troben prop d'ella, sofreixen un mal destí.
Un altre símbol molt present és l'ambició. Aquesta es veu molt més present en el personatge de Lorenzo. Pel costat contrari s'aconsegueix observar la pobresa i la mala fortuna del pregoner Dionisio Pinzón.

### Elements mexicans

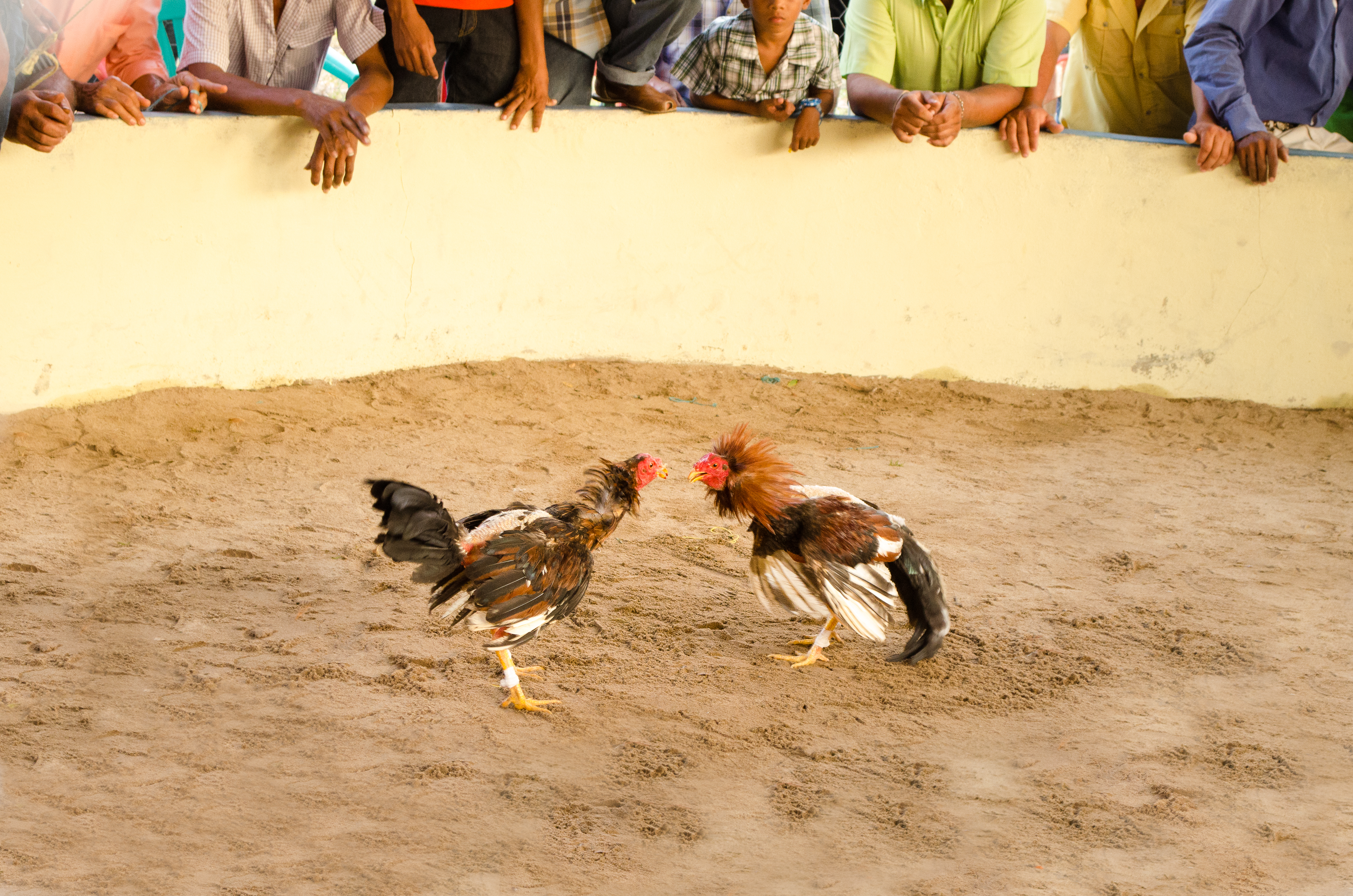
Baralla de galls

El nucli principal de la pel·lícula són les baralles de galls, molt comuns tant en les fires com en els palenques d'aquelles èpoques. Les baralles de galls que es duen a terme dins de la pel·lícula segueixen tots els passos de les fetes en els veritables palenques.
En aquesta pel·lícula es destaquen els paisatges mexicans dels diferents llocs en els quals es va gravar la pel·lícula. La Peña de Bernal, descrita per López Tarso com una "penya meravellosa", és el paisatge al qual més es recorre al llarg de la pel·lícula. D'altra banda, les escenes en el palenque de San Juan del Río, Tlaquepaque i la fira de Zacatecas mostren la importància de les fires com a tradicions mexicanes durant aquesta època. Es llueix el panorama de l'anomenat "Mèxic ranxer", ressaltant l'aspecte festiu.
Amb la veu de Lucha Villa, se li va donar vida a diferents cançons d'escriptors mexicans. Cançons com: "Amanecí en tus brazos" de José Alfredo Jiménez, "El gusto", "El gavilancillo", ambdues de Rubén Fuentes i Silvestre Vargas, "Renunciación" de Luis Pérez Meza i Armando Valdez, entre d'altres, s'escolten en diferents escenes de la pel·lícula. Al llarg del film, també es poden apreciar algunes cançons típiques i vestits regionals amb els quals la Caponera es presenta quan canta en públic.

## Crítica
Carlos Fuentes, Gabriel García Márquez i Gavaldón van guanyar Diosas de Plata el 1965, Lucha Villa va guanyar una Diosa de Plata com a millor actriu i la pel·lícula va guanyar una Diosa de Plata a la millor pel·lícula. Malgrat aquests premis, alguns crítics han coincidit que la pel·lícula perd la textura de l'obra original, fins i tot Alberto Vital fins i tot Alberto Vital al·ludeix a la poca atenció que li va donar Juan Rulfo a la publicació de la novel·la El gallo de oro, al que ell diu el "fracàs" fet per Gavaldón. La principal crítica que fan els que no donen suport a la versió cinematogràfica és el fet que aquesta versió es presenta de forma més folklòrica, mentre que Rulfo buscava sempre una imatge de major senzillesa. Alguns arriben a posar per damunt la segona pel·lícula basada en la novel·la El gallo de oro, anomenada El imperio de la fortuna, en mostrar un món més apegat al de la literatura de Rulfo, un més ombrívol i menys esperançador; no obstant això, tampoc és completament fidel a la novel·la de Rulfo.
En la Càtedra Interamericana “Carlos Fuentes” (CICF), realitzada en la Universitat Veracruzana el 25 d'abril de 2014, el director de l'Instituto Mexicano de Cinematografía (IMCINE), Jorge Sánchez Sosa, va parlar sobre les aportacions de Carlos Fuentes al cinema mexicà. En aquesta prèdica va esmentar que en "El gallo de oro" es fa una revisió veritablement meravellosa del que és aquest gènere dins del cinema mexicà", referint-se amb aquest gènere a l'anomenat melodrama ranxer o cinema campirano, reprenent temes presents en l'època d'Or del cinema mexicà.
El gallo de oro es troba en la posició número 41 de la llista realitzada per SOMOS, amb l'ajuda de crítics i historiadors, de les les 100 millors pel·lícules del cinema mexicà.